# Une fine mouche
Pour plus de détails, voir Fiche technique et Distribution.
Une fine mouche (Libeled Lady) est un film américain  en noir et blanc de Jack Conway, sorti en 1936.
Un remake sera tourné en 1946 avec Esther Williams et Van Johnson : Ève éternelle.

## Synopsis
Rédacteur en chef d'un journal à scandales, Warren Haggerty laisse publier, par erreur, un article infamant sur Connie Allenbury, une richissime héritière qui demande aussitôt réparation. Une affaire embarrassante, qui contraint Warren à ajourner à nouveau son union avec sa fiancée Gladys. Pour sortir de l'impasse, Warren fait appel à Bill, un ancien collaborateur, et le charge de compromettre Connie. Mais ces deux derniers s'éprennent l'un de l'autre, bouleversant le plan de Warren.

## Fiche technique
- Titre : Une fine mouche
- Titre original : Libeled Lady
- Réalisation : Jack Conway
- Scénario : adaptation de Maurine Dallas Watkins, Howard Emmett Rogers et George Oppenheimer, d'après une histoire de Wallace Sullivan
- Musique : William Axt
- Photographie : Norbert Brodine
- Montage : Fredrick Y. Smith
- Direction artistique : Cedric Gibbons
- Décors de plateau : William A. Horning, Edwin B. Willis et Hugh Hunt (non crédité)
- Costumes : Dolly Tree
- Producteur : Lawrence Weingarten
- Société de production : Metro-Goldwyn-Mayer
- Pays de production :  États-Unis
- Langue originale : anglais américain
- Format : noir et blanc
- Genre : comédie loufoque
- Durée : 98 minutes
- Dates de sortie :
  - États-Unis : 9 octobre 1936
  - France : 22 janvier 1937

## Distribution
- Jean Harlow : Gladys
- William Powell : Bill Chandler
- Myrna Loy : Connie Allenbury
- Spencer Tracy : Warren Haggerty
- Walter Connolly : M. Allenbury
- Charley Grapewin : M. Bane
- Cora Witherspoon : Mme Burns-Norvell
- E. E. Clive : Fishing
- Bunny Beatty : Babs
- Otto Yamaoka : Ching
- Charles Trowbridge : Graham

Acteurs non crédités
- Harry Allen : Jacques
- George Davis : le serveur
- Howard C. Hickman : le télégraphiste en chef
- Greta Meyer : la servante de Connie Allenbury
- Jed Prouty : Dickson
- Edwin Stanley : employé

## Un chassé-croisé amoureux

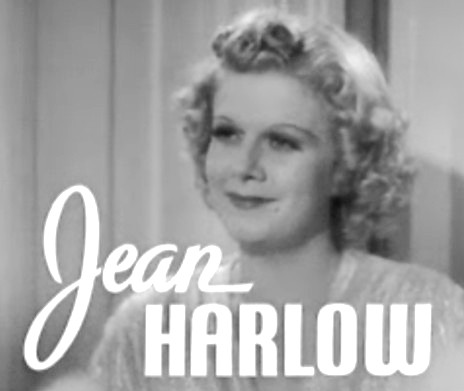
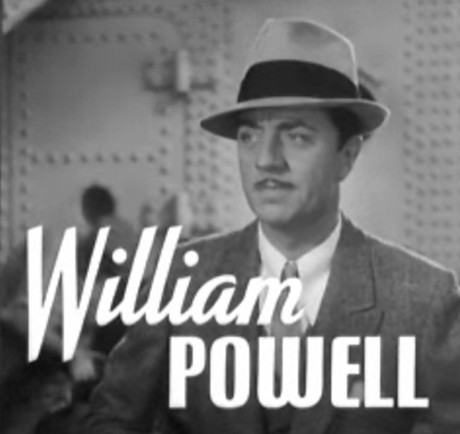
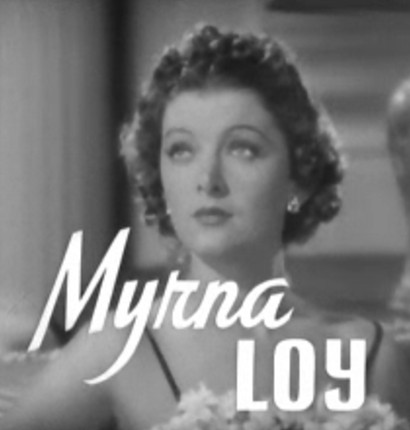
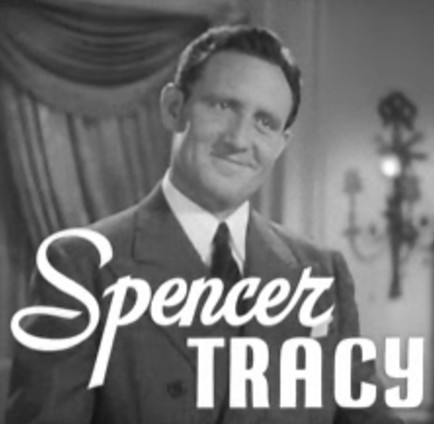
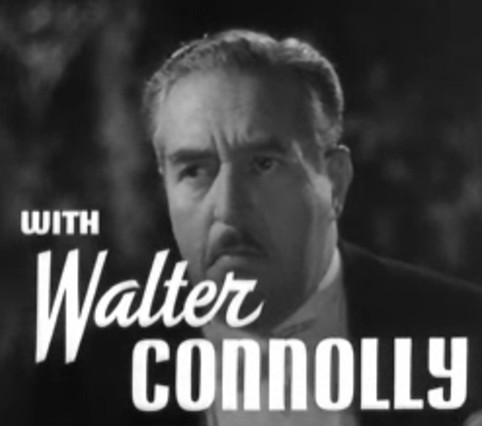

Le film réunissait quatre grandes vedettes de Hollywood qui étaient amis dans la vie, et devait symboliser une certaine joie de vivre comme le montre le générique où les quatre acteurs marchent joyeusement main dans la main. Le film était aussi une affaire d'amitié et de sentiments. À l'écran chacun formait un couple : William Powell-Myrna Loy et Spencer Tracy-Jean Harlow. En dehors du tournage le chassé-croisé amoureux s'inversa. William Powell et sa fiancée Jean Harlow vivaient une histoire d'amour qui ne se conclura jamais par un mariage, en raison de la mort de l'actrice, un an plus tard. De son côté, Spencer Tracy retrouvait Myrna Loy, une de ses conquêtes amoureuses, qu'il avait connue un an plus tôt dans On a volé les perles Koronoff. Il se mit à railler Arthur Hornblow, qui avait épousé l'actrice quelques semaines plus tôt, afin de renouer avec elle, hurlant : « Je déteste Hornblow ». « La relation entre William Powell et sa fiancée Jean Harlow était très médiatisée, attirant l'attention des tabloïds. Spencer Tracy et sa maîtresse Myrna Loy en profitaient pour s'éclipser et poursuivre ailleurs leur liaison torride jusqu'à la fin du tournage,. »

## Autour du film
- Tournage de juillet à septembre 1936[6].

- Le film fut nommé pour l'oscar du meilleur film en 1937. Il sera finalement battu par Le Grand Ziegfeld qui réunissait William Powell et Myrna Loy[7].

- À l'origine, Rosalind Russell était prévue pour le rôle de Connie Allenbury, rôle également convoité par Jean Harlow [8]. De même que le rôle de M. Allenbury était prévu pour Lionel Barrymore[9].

- Jean Harlow a été mise au repos par la production pendant dix jours en raison d'un coup de soleil dont elle a été victime pendant un tournage effectué dans la localité de Sonora[7].

- Née Harlean Harlow Carpenter, l'actrice devint officiellement Jean Harlow dans l'état civil pendant le tournage[10].

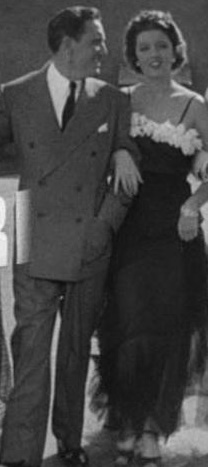
Spencer Tracy et Myrna Loy.

- William Powell et Jean Harlow étaient fiancés dans la vie[11]. Toutefois, lorsqu'ils descendirent, en compagnie de Myrna Loy à l'hôtel St.Francis, l'établissement refusa de leur donner une chambre commune car ils n'étaient pas encore mariés, mais accorda une suite à Loy et à Powell, croyant qu'ils l'étaient. Des journalistes étaient persuadés que Jean Harlow était là pour chaperonner Myrna Loy [12]. Chacun eut une chambre individuelle [13],[14].

- Un an plus tard, Jean Harlow était emportée par une maladie à la suite d'une infection. Elle avait 26 ans[11].

- Friand de desserts et de gâteaux, Spencer Tracy prit du poids pendant le tournage[15]. Habitué à quitter le plateau lors de ses tournages précédents pour s'alcooliser dans une chambre d'hôtel, il resta sobre sur celui-ci, disparaissant parfois pour ses escapades avec Myrna Loy [16],[17],[18].

- Quelques tensions étaient présentes entre Jean Harlow et William Powell, bien que fiancés. Ils parvinrent à garder cela dans leur intimité sans que nul ne s'en doutât. Dans sa chambre d'hôtel, Myrna Loy était prise entre l'alcoolisme, la jalousie et la brutalité de son amant Spencer Tracy, qui lui reprochait son mariage avec Arthur Hornblow Jr. Harlow et Powell évitaient les tabloïds. Myrna Loy, bien que bousculée par Tracy, resta discrète elle aussi mais dira plus tard : « les jours de beuverie le rendaient agressif»[19],[17],[20],[21],[22],[23].

- Une fine mouche est le cinquième des quatorze films que Myrna Loy et William Powell tourneront ensemble[24].

- La bande-annonce du film contient plusieurs scènes non retenues dans le montage final[25].

- Katharine Hepburn dira de ce film qu'il est « la chose la plus drôle que j'ai jamais vue »[26].

- Le film figure parmi les vingt plus grands succès cinématographiques de l'année 1936 dans le box-office américain[27].

- Un remake du film sortira en 1946, sous le titre de Ève éternelle (Easy to Wed), tourné par Edward Buzzell et interprété par Van Johnson, Esther Williams, Keenan Wynn et Lucille Ball[28].